# خوسيه أسكوبار سالينتا
خوسيه أسكوبار سالينتا (بالإسبانية:José Escobar Saliente) (برشلونة22أكتوبر1908 - 31مارس 1994م). هو كاتب قصص الأطفال، والمخترع، ورائد الرسوم المتحركة، والكاريكاتير، والكاتب المسرحي الإسباني. صاحب توقيع «إسكوبار». يعتبر واحداً من العمالقة الخمسة لدار النشر«بروجيرا» في الخمسينيات، إلى جانب كارلوس كونتي، وجيرمو سيفرا، وأوخنيو چينير (رسام كاريكاتير واقعي)، وخوسيه بانياروي، ويعود نجاحه في مهنته وشهرته عن هؤلاء إلى سلسته القصصية زيبي وزابا وكاربانتا.

## السيرة المهنية
هو ابن السيد خوسيه، والسيدة روسا. الذين رزقوا فيما بعد بأبنين أخرين -مانويل وتراسا. أثناء الحرب العالمية الأولى، وهو في سن السادسة من عمره انتقلت عائلته إلى مدينة قريبة من جرانوليريس، حيث عمل والده بمؤسسة البريد والتلغراف.
تعلم حروفه الأولى في مدرسة الأتحاد الليبرالي. وفي العاشرة بدأ البكالوريا، بفضل مساعدة عمته المقيمة في هافانا، والتي عرفت بموهبته في الرسم، وتنبأت بأن يكون هذا الفتى الشاب مهندس معماري.
أوقف أسكوبار دراساته الثانية على الرغم من ألتحاقه بوفد «التاباكلارا»(هو مجتمع تسويقي يسعى للاحتكار الإسباني لأعمال التبغ في جرانوليريس، وحصل على دورة (5 بيزيتاإسبانية) في الشهر؛ للمساعدة في تحصيل النقود، وتوزيعها كل صباح أسبوعياً. استمر في هذا العمل نحو 4أو5شهور فقط، لكنه اكتسب عادة التدخين طول الحياة.
ثم عمل كبائع في صيدلية، وحصل على 12دورو في الشهر. وبعد 14سنة عمل كموزع تليغرافات، وعام1925م نجح في اختبارات مكتب البريد حتى أصبح في منصب الملاحظ بمكتب البريد لجرانوليريس عام 1926م.

## بداياته كرسام كاريكاتير
وفي العشرينات جمع بين عمله في مكتب البريد وعمله كرسام كاريكاتير، بدأ بنشر قصته في مسابقة مجلة الأطفال ڤيرولت لدار النشر باجوينا. وشجعه عمله هذا على التعاون مع مجلة لاجرايا، وجريدة جرانويرس. تعتبر سيرجونت دي القط الأسود التابعة لدار النشر باجوينا هي أول مجلة ذو عدد طبعات كبير عمل بها، وألتقى بأرتورو مورانو، ومارتي باس. وبحكم مهنته نشر أيضاً في مجلة لا إسكيا دي لا توراتكس، وألتحق بنقابة الرسامين. منذ عام 1925م حتى 1945م انتمى إلى فريق مسرحي للهواه. وفي الثلاثينات تعاون مع العديد من المجلات كمجلة بوتشولو (مجلة) ، ومجلة تي بي أو.
أجرى عام 1933م فيلم الرسوم المتحركة«لارتيتا» (لارتيتا التي تكنس السلالم) المأخوذ عن القصة الشعبية «لارتيتا المغرور»، والذي قام به مع المصور خوسيه بوستش.

## روابط خارجية
- خوسيه أسكوبار سالينتا على موقع IMDb (الإنجليزية)
- خوسيه أسكوبار سالينتا على موقع كينوبويسك (الروسية)